# 気くばりのすすめ
『気くばりのすすめ』（きくばりのすすめ）は、鈴木健二による著書シリーズ。講談社から出版された。

## 概要・エピソード
第1弾は1982年9月に発売。この第1弾は単行本332万部、文庫本を含むと400万部以上の大ベストセラーとなった。
本作がベストセラーになった際、フジテレビがこれを扱った特別番組を制作した。この番組には当時NHKアナウンサーの立場であった鈴木も出演したが、当時はNHKの現職アナウンサーが堂々と民放の番組に出られる程自由では無く、出演場面は全てビデオ撮影で、背中越しなど鈴木の全体像が明確には見えないアングルでの登場となった。これはこの番組の司会がNHK時代の先輩である小川宏であり、その口添えにより実現したものであったからである。
鈴木は1983年 - 1985年に『NHK紅白歌合戦』の白組司会に起用されたが、その背景には司会をしていた『クイズ面白ゼミナール』の高視聴率獲得と、本作の大ヒットがある。1983年の『第34回NHK紅白歌合戦』では、鈴木の白組司会に対し、紅組司会は『窓ぎわのトットちゃん』の著者・黒柳徹子であり、ベストセラー作家同士の両組司会として話題になった。

## 一覧
- 『気くばりのすすめ』1982年9月、ISBN 978-4062001045
- 『続・気くばりのすすめ』1983年7月、ISBN 978-4062005371
- 『気くばりのすすめ、三十四年目　―どっこい、まだ生きております。―』2016年10月、サイゾー　ISBN 978-4866250595
- 『最終版　気くばりのすすめ』2020年、さくら舎　ISBN 978-4865812428